# Patti Austin
Patti Austin (New York, 10 augustus 1950) is een Amerikaanse r&b-, soul- en jazzzangeres.

## Carrière
Patti Austin werd op 4-jarige leeftijd ontdekt door producent Quincy Jones tijdens een plaatproductie van haar peettante Dinah Washington, waarbij haar vader Gordon Austin trombone speelde. Jones aanvaardde voortaan een vrijwillige taak als peetoom en moedigde haar carrière aan. Op vijfjarige leeftijd trad ze voor de eerste keer op in het Apollo Theater in Harlem. Toen ze negen jaar was behoorde ze tot de tourneegroep van de bluesopera Free and Easy en trad in 1959 en 1960 op in Amsterdam, Brussel en Parijs. Op 16-jarige leeftijd won ze het Song Contest in Rio de Janeiro. Tijdens de jaren 1960 en 1970 toerde ze als achtergrondzangeres met artiesten als Sammy Davis jr., Harry Belafonte en Roberta Flack. Ook als studiozangeres was ze gevraagd. Zo is ze onder andere te horen op de albums Foreigner (1973) van Cat Stevens, Stingray (1976) van Joe Cocker en Futures (1977) van Burt Bacharach.
Austins eigen solo-opnamen flopten onderwijl. Alleen met de single The Family Tree (1969) lukte haar een waarderingssucces in de Amerikaanse hitlijst (46e plaats). Verdere aandacht kreeg ze door de opnamen voor Creed Taylors CTI Records, waar ze vier albums uitbracht. Met Say You Love (1977), We're in Love (1978) en Body Language (1980), een compositie van Isaac Hayes, had ze verdere kleine r&b-hits. Bovendien zong ze met Michael Jackson het popduet It's the Falling in Love (1979), dat werd gepubliceerd op diens miljoenen maal verkochte album Off the Wall. Een verder duet met George Benson en beduidend jazziger, werd in het daaropvolgende jaar in het kader van zijn album Give Me the Night miljoenmalig verkocht.
Verdere aandacht en ten slotte de doorbraak in de r&b-hitlijst bracht Austins medewerking aan Quincy Jones album The Dude (1981). De single Razzamatazz lukte de sprong in de top 20 van de r&b-hitlijst. Haar definitieve doorbraak was uiteindelijk het duet Baby Come to Me met James Ingram. De song werd in de serie General Hospital gespeeld en kreeg daardoor bijzondere aandacht. Aan het begin van 1983 plaatste het nummer zich in de Amerikaanse singlehitlijst op de toppositie. Ook in duet met James Ingram volgde de song How Do You Keep The Music Playing (1983). Jones had Austin voor deze opnamen gecontracteerd voor zijn Qwest-label. Hier bracht ze tot het eind van het decennium vier groots geproduceerde albums uit. Verdere beduidend kleinere hits waren Do You Love Me (1981), It's Gonna Be Special (1984, uit de soundtrack van Two of a Kind), Honey For the Bees (1985, cover van een Alison Moyet-nummer) en The Heat of Heat (1986).
Met het weliswaar hooggeprezen maar weinig succesvolle album The Real Me, dat standards bevatte als Smoke Gets in Your Eyes en True Love, eindigde Austins samenwerking met Qwest. In 1989 was ze betrokken bij het jubileumalbum voor de cartoonserie Happy Anniversary, Charlie Brown!. Een jaar later volgde de jazzproductie Love is Gonna Getcha bij GRP Records. Ze nam deel aan de New York Rock and Soul Revue, trad in 1992 naast Barbra Streisand op bij benefietconcerten voor het Hollywood Womens Political Committee en voor Commitment to Life IV ten gunste van de aidshulp.
Ze is bovendien te horen op platen van Billy Joel, Frankie Valli, Steely Dan en Paul Simon. Sinds het verschijnen van haar tributealbum For Ella met de WDR Big Band Keulen, dat in 2003 voor een Grammy Award werd genomineerd als «Best Vocal Jazzalbum», wordt de zangeres met de volumineuze stem definitief als jazzzangeres beschouwd. In 2008 kreeg ze samen met de WDR Big Band een Grammy Award voor het beste jazzzang-album voor Avant Gershwin.

## Discografie

### Singles
- 1981:	Razzamatazz (met Quincy Jones)
- 1982:	Every Home Should Have One
- 1982: Baby, Come to Me (met James Ingram)
- 1983:	How Do You Keep the Music Playing (met James Ingram)
- 1984:	It's Gonna Be Special
- 1984: Rhythm of the Street
- 1985:	Gimme, Gimme, Gimme (met Narada Michael Walden)
- 1986:	The Heat of Heat
- 1992:	I'll Keep Your Dreams Alive (met George Benson)

### Albums
- 1976: End of a Rainbow
- 1980: Body Language
- 1983: In My Life
- 1988: The Real Me
- 1991: Carry On
- 1994: That Secret Place
- 1996: Jukebox Dreams
- 1998: In & Out of Love
- 1999: Street of Dreams
- 2001: On the Way to Love
- 2002: For Ella
- 2007: Avant Gershwin
- 2011: Sound Advice

Studioalbums
- 1977:	Havana Candy
- 1981:	Every Home Should Have One
- 1984:	Patti Austin
- 1985:	Gettin' Away with Murder
- 1990:	Love Is Gonna Getcha

Livealbums
- 1979: Live at the Bottom Line
- 1992: Live

### Hitnoteringen
| Album                      | Verschijnen | Label | Hitlijsten | Hitlijsten | Hitlijsten | Hitlijsten |
| Album                      | Verschijnen | Label | NL1        | NL1        | GB         | US         |
| Album                      | Verschijnen | Label | Piek       | Weken      | Piek       | Piek       |
| -------------------------- | ----------- | ----- | ---------- | ---------- | ---------- | ---------- |
| Havana Candy               | 1977        | CTI   | —          | —          | —          | 116        |
| Every Home Should Have One | 1981        | Qwest | 20         | 5          | 99         | 36         |
| Patti Austin               | 1984        | Qwest | —          | —          | —          | 87         |
| Gettin' Away with Murder   | 1985        | Qwest | —          | —          | —          | 182        |
| Love Is Gonna Getcha       | 1990        | GRP   | —          | —          | —          | 93         |

| Lied                                                 | Verschijnen | Album                                        | Hitlijsten | Hitlijsten | Hitlijsten  | Hitlijsten  | Hitlijsten    | Hitlijsten    | Hitlijsten | Hitlijsten |
| Lied                                                 | Verschijnen | Album                                        | BE (VL)    | BE (VL)    | NL (Top 40) | NL (Top 40) | NL (Top 100)1 | NL (Top 100)1 | GB         | US         |
| Lied                                                 | Verschijnen | Album                                        | Piek       | Weken      | Piek        | Weken       | Piek          | Weken         | Piek       | Piek       |
| ---------------------------------------------------- | ----------- | -------------------------------------------- | ---------- | ---------- | ----------- | ----------- | ------------- | ------------- | ---------- | ---------- |
| Every Home Should Have One                           | 1981        | Every Home Should Have One                   | —          | —          | —           | —           | —             | —             | —          | 62         |
| Baby, Come to Me (met James Ingram)                  | 1982        | Every Home Should Have One                   | 10         | 6          | 5           | 8           | 9             | 7             | 11         | 1 (2wk)    |
| How Do You Keep the Music Playing (met James Ingram) | 1983        | It's Your Night (James Ingram)               | —          | —          | —           | —           | —             | —             | —          | 45         |
| It's Gonna Be Special                                | 1984        | Patti Austin                                 | —          | —          | —           | —           | —             | —             | —          | 82         |
| Rhythm of the Street                                 | 1984        | Patti Austin                                 | —          | —          | —           | —           | —             | —             | 96         | —          |
| Gimme, Gimme, Gimme (met Narada Michael Walden)      | 1985        | The Nature of Things (Narada Michael Walden) | 6          | 9          | 10          | 9           | 9             | 10            | 87         | —          |
| The Heat of Heat                                     | 1986        | Gettin' Away with Murder                     | —          | —          | —           | —           | —             | —             | 76         | 55         |
| I'll Keep Your Dreams Alive (met George Benson)      | 1992        | Darlings Delight (George Benson)             | —          | —          | —           | —           | —             | —             | 68         | —          |

#### NPO Radio 2 Top 2000
| Nummer met noteringen in de NPO Radio 2 Top 2000 | '99  | '00  |
| ------------------------------------------------ | ---- | ---- |
| Baby, Come to Me (met James Ingram)              | 1969 | 1981 |

1. ↑  Een vetgedrukt getal geeft de hoogste notering aan.
2. ↑  Deze tabel is bijgewerkt tot en met de laatste editie (2024).

- Biblioteca Nacional de España: XX1751512
- Bibliothèque nationale de France: cb138909814 (data)
- CiNii: DA16485805
- Gemeinsame Normdatei: 13431817X
- International Standard Name Identifier: 0000 0001 1437 0369
- Library of Congress Control Number: n91081711
- MusicBrainz: e58ae396-5050-4640-a5d1-8826b5c4ba13
- Nationale Bibliotheek van Tsjechië: xx0280283
- Nationale Bibliotheek van Israël: 987007411153105171
- Nederlandse Thesaurus van Auteursnamen: 096042893
- SNAC: w6n61zcp
- Virtual International Authority File: 5116838
- WorldCat: E39PBJxcY78VFTxjFFXwCqm68C